# Rue Caulaincourt
Pour les articles homonymes, voir Caulaincourt.
La rue Caulaincourt est une rue du 18e arrondissement de Paris. Elle a la singularité d'enjamber le cimetière de Montmartre via le pont Caulaincourt.

## Situation et accès
Ce site est desservi par les stations de métro Lamarck - Caulaincourt et Place de Clichy.

## Origine du nom

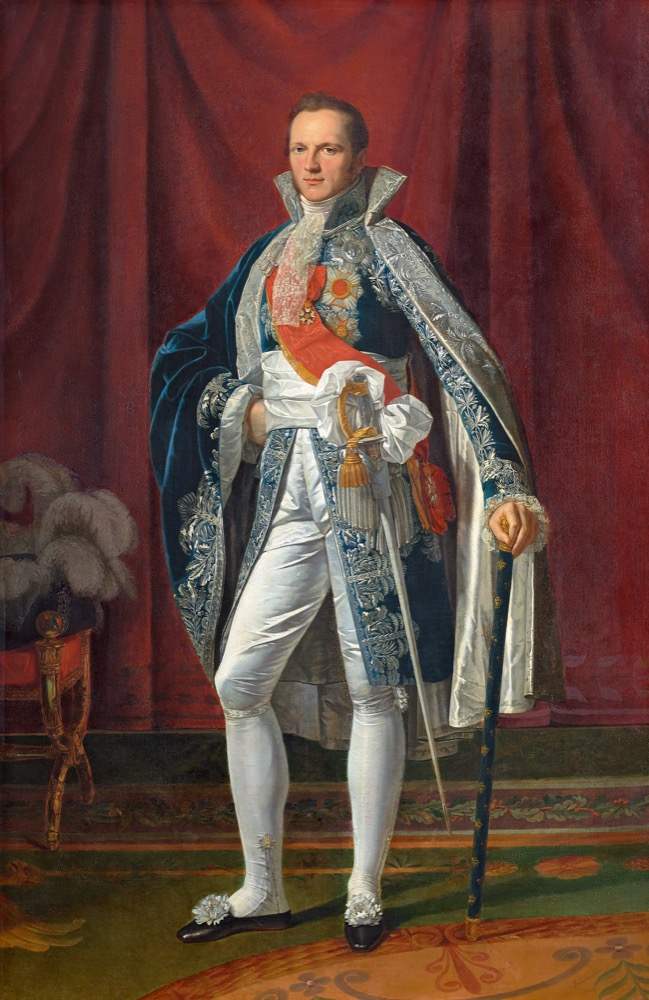
Armand de Caulaincourt.

Elle porte le nom du général Armand de Caulaincourt, duc de Vicence (1773-1827), défenseur du quartier en 1814.

## Historique
Cette rue, ouverte par décret du 11 août 1867, a reçu son nom actuel par décret du 11 septembre 1869.
Fait quasi unique en France, elle a la particularité de franchir un angle du cimetière de Montmartre sur un viaduc, appelé le pont Caulaincourt, qui permit de la prolonger de la rue Joseph-de-Maistre jusqu'au boulevard de Clichy. Ce viaduc fut inauguré le 16 décembre 1888.

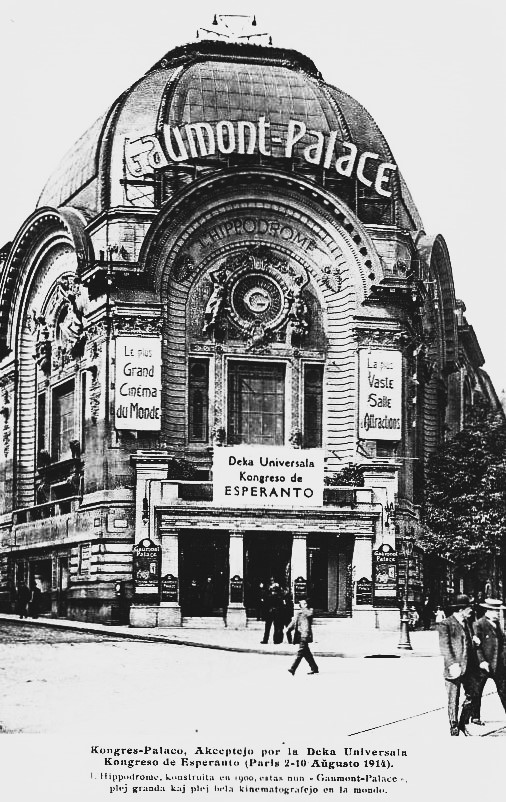
Le Gaumont-Palace en 1914, au 1, rue Caulaincourt.
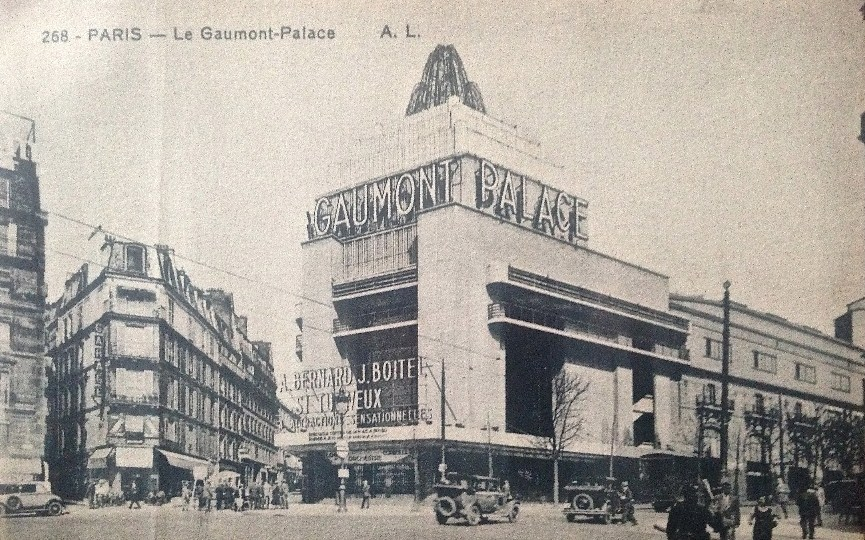
Le Gaumont-Palace au début des années 1930, avec sa nouvelle façade créée en 1931.

## Bâtiments remarquables et lieux de mémoire
- No 1 : emplacement de l’Hippodrome de Montmartre puis du Gaumont-Palace, aujourd'hui disparus[1]. Avec ses 5 000 places, le Gaumont-Palace était le plus grand cinéma du monde jusqu’au début de la Seconde Guerre mondiale. Il restera le plus grand d’Europe jusqu’à sa destruction en 1973.
- No 8 : ici se trouvait une bijouterie qui servait également de galerie d'art, L’Acropole, qui fut référencée par le musée Galliera ainsi que par La Revue des beaux-arts (1906). Une exposition sur des œuvres de Léon Leyritz, connu pour son amitié avec Maurice Ravel, s'y est tenue en 1924.
- No 9 : gigantesque fresque murale initiée par ONU Femmes et ayant pour objectif de sensibiliser et d’unir une nouvelle génération de défenseurs de l’égalité des genres. La fresque murale donnera le coup d’envoi au Forum Génération Égalité français. Ce projet fait partie d’une série de trois fresques murales réalisées à l’occasion du Forum Génération Égalité dans trois grandes villes de la planète, à Mexico, Paris et New-York, par des artistes femmes de renommée internationale. Celle-ci a été réalisée par Lula Goce : l’artiste espagnole y mêle des représentations photoréalistes de personnes — souvent des sujets enfants ou adolescents — à des éléments de la nature ou à des paysages fantastiques. Commencée le 22 juin 2021, la fresque a été inaugurée sept jours plus tard en présence de nombreux élus parisiens[réf. souhaitée].
- No 10 : pittoresque baraque, vestige de ce qu'étaient les rues de la Butte avec ses maisonnettes de planches, dont il ne reste quasiment plus rien. Immeuble d’Albert Sélonier (1895, plus ancienne exécution subsistante).
- No 23 : le dessinateur humoristique Raoul Guérin (1890-1984), créateur du personnage de Toto Guérin qui lui valut d'être ainsi surnommé, y vécut.
- No 34 : emplacement de l'ancien moulin de la Fontaine-Saint-Denis, élevé en 1723 et détruit, probablement, à la suite d’un effondrement d’une carrière sous-jacente[2].
- No 48 : boulangerie classée aux monuments  historiques et qui inspira la série d’animation Miraculous : Les Aventures de Ladybug et Chat Noir.
- No 58 : immeuble construit par Pierre Humbert, où habita Théophile Alexandre Steinlen[réf. nécessaire].
- No 59 : domicile du peintre Abel Bertram (1871-1954), déjà dans les lieux en 1904, qu'il quitta avant 1908[3].
- No 67 : domicile de Suzanne Denglos-Fau (1922-2002)[4]
- No 68 : emplacement du café-concert La Gaieté-Caulaincourt[réf. nécessaire].
- No 71 : Jacques Villon (1875-1963), peintre et graveur, y vécut[5].
- No 73 : immeuble où le peintre Auguste Renoir habita vers 1902-1903. Également domicile du peintre, dessinateur et lithographe suisse Théophile Alexandre Steinlen à la même époque[6] ; c'est également là qu'il mourut le 13 décembre 1923. Le couple d'artistes peintres, Jules Pascin et Hermine David, habita aussi à la même adresse dans les années 1920[7].
- No 87 : emplacement de l'atelier, vers 1910, de Charles Léandre, dessinateur et peintre[réf. nécessaire].
- No 89 : le peintre Georges Kars (1882-1945) y installa son atelier en 1933[8].
- No 93 : emplacement du Cabaret des Arts vers 1909[réf. nécessaire].
- Nos 101 à 107, no 2 rue Pierre-Dac et nos 51 à 53 bis rue Lamarck : dans l’îlot formé par ces rues actuelles, sont situés des thermes romains. Des ruines sont signalées depuis le début du XVIIe siècle. Après plusieurs arasements, les ultimes vestiges sont repérés par Théodore Vacquer. Longtemps considérés comme les ruines d’une Villa , elles sont, aujourd’hui,  identifiées comme des thermes participant du site cultuel païen de Montmartre. Ils sont désignés : «thermes de la fontaine du But»[9].
- No 110 : le peintre Roland Oudot (1897-1981) y vécut.
- No 121 : Felician Myrbach y avait un appartement qui fut mis sous séquestre. Maurice Asselin, artiste peintre, y résida également.

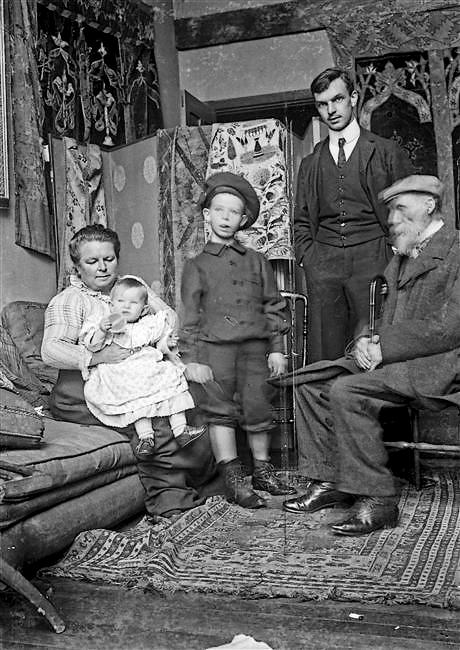
La famille d'Auguste Renoir vers 1902-1903 au no 73 : sa femme Aline Charigot avec Claude (bébé), Jean Renoir avec béret, Auguste Renoir et Pierre Renoir.
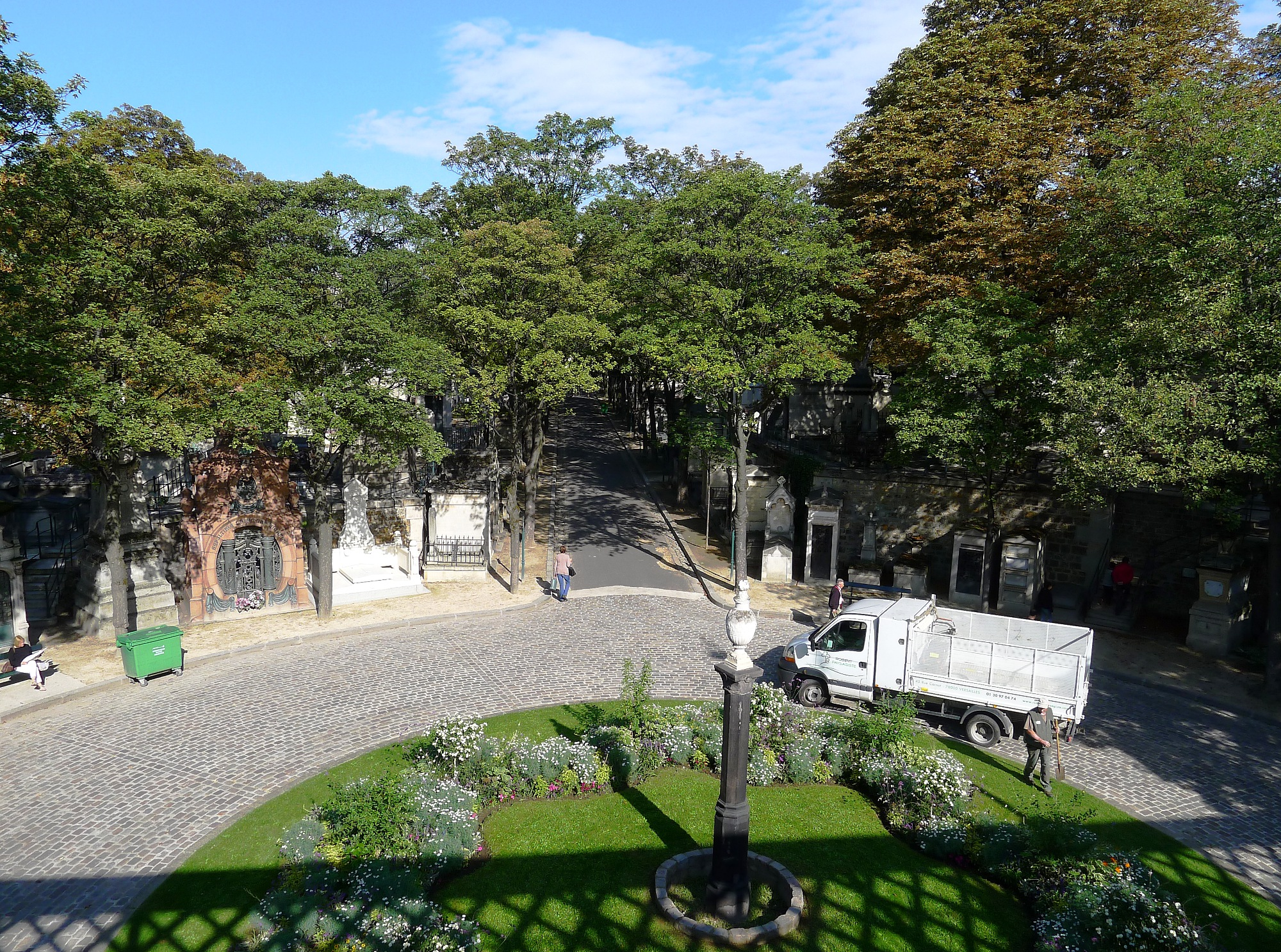
Une vue sur le cimetière de Montmartre depuis le pont Caulaincourt.
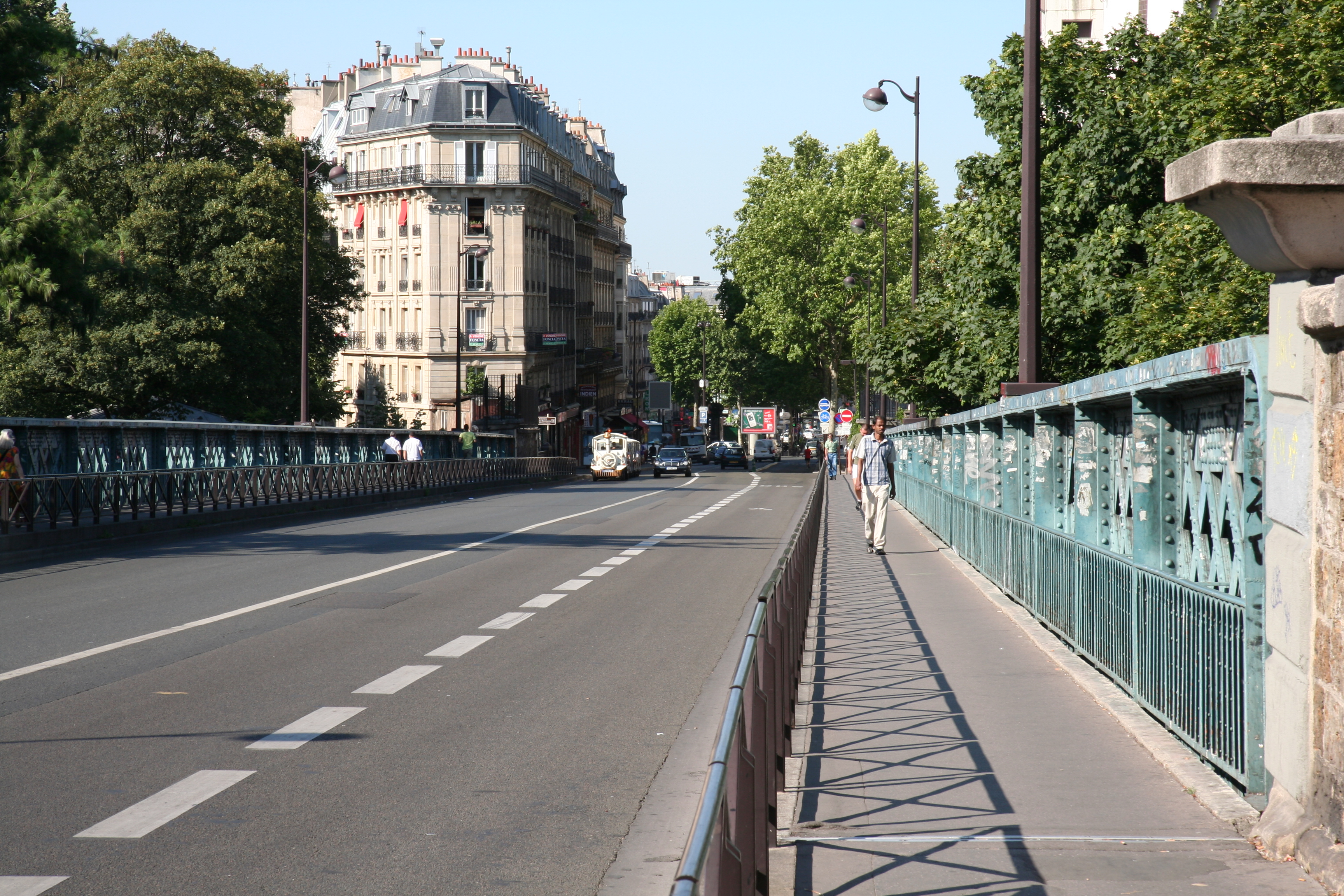
Perspective depuis le pont Caulaincourt jusqu’à la place de Clichy au loin en contrebas.
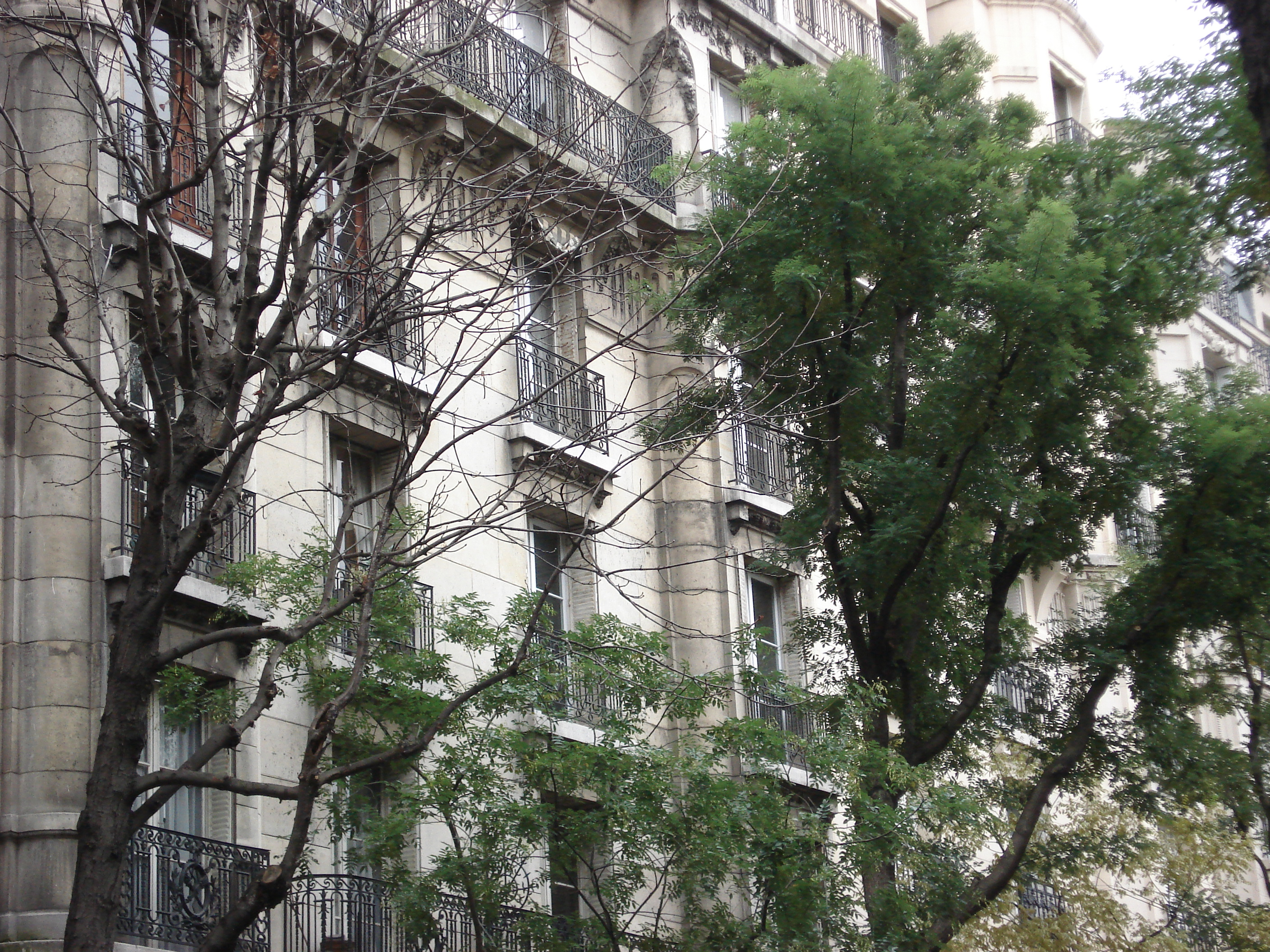
Immeuble au N°38.
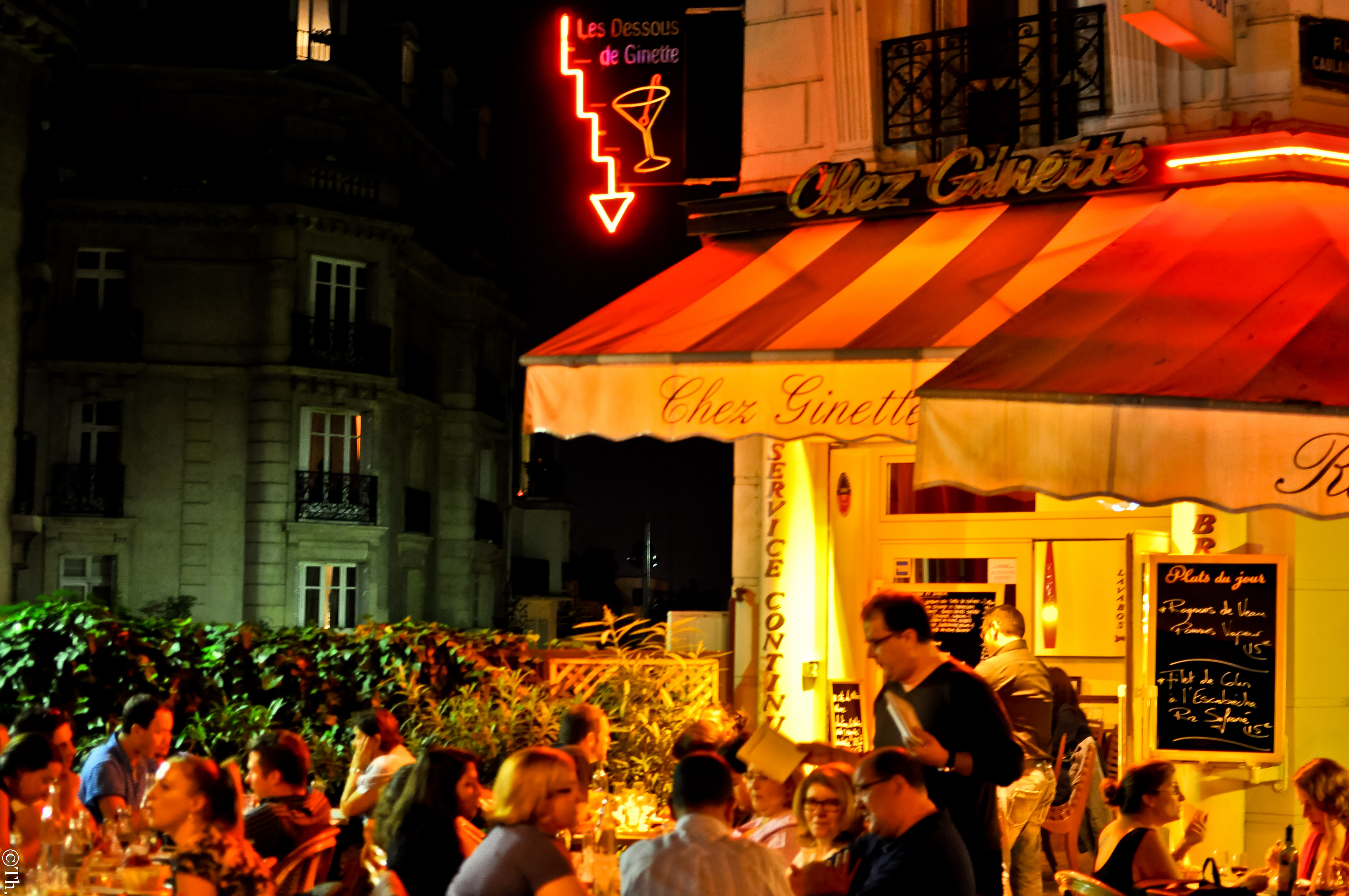
No 101, le restaurant "Chez Ginette".